# Hendrik Tilanus
Hendrik Willem Tilanus (Deventer, 5 oktober 1884 – Den Haag, 16 februari 1966) was een Nederlands politicus die voornamelijk bekendheid verwierf als voorman van de Christelijk-Historische Unie (CHU).

## Loopbaan
Aanvankelijk was Tilanus beroepsofficier. In die hoedanigheid doceerde hij van 1913-1919 artilleriewetenschappen aan de Koninklijke Militaire Academie. In 1922 werd hij lid van de Tweede Kamer voor de CHU. In de periode 1939-1958 was hij partijvoorzitter van de CHU en daarnaast, van 1939 tot 1963, fractievoorzitter in de Tweede Kamer. In 1963 verliet hij de Tweede Kamer. Gedurende de Tweede Wereldoorlog was Tilanus van 1940 tot 1944 als gijzelaar geïnterneerd in Buchenwald, Haaren en Sint-Michielsgestel. Na de oorlog richtte hij de CHU opnieuw op en voorkwam later een fusie met de ARP. Hij was lid van de politieke commissie van het Nationaal Comité Handhaving Rijkseenheid tegen de onafhankelijkheid van Indonesië. In 1958 verleende de Vrije Universiteit hem een eredoctoraat in de rechten.
Zijn zoon Arnold was later ook fractievoorzitter van de CHU in de Tweede Kamer.